# MakerBot Industries

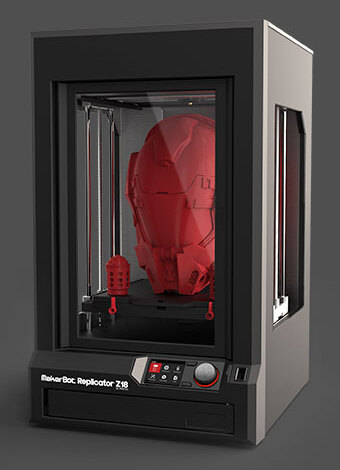
Replicator Z18

 (mai 2013).
MakerBot Industries est une compagnie fondée à Brooklyn en janvier  2009 par Bre Pettis, Adam Mayer, et Zach "Hoeken" Smith, qui produit des imprimantes 3D. MakerBot s’appuie sur le projet RepRap, avec pour objectif de rendre l’impression 3D abordable pour les particuliers. En mai 2022, MakerBot fusionne avec Ultimaker afin de former UltiMaker.

## Productions actuelles

### Replicator

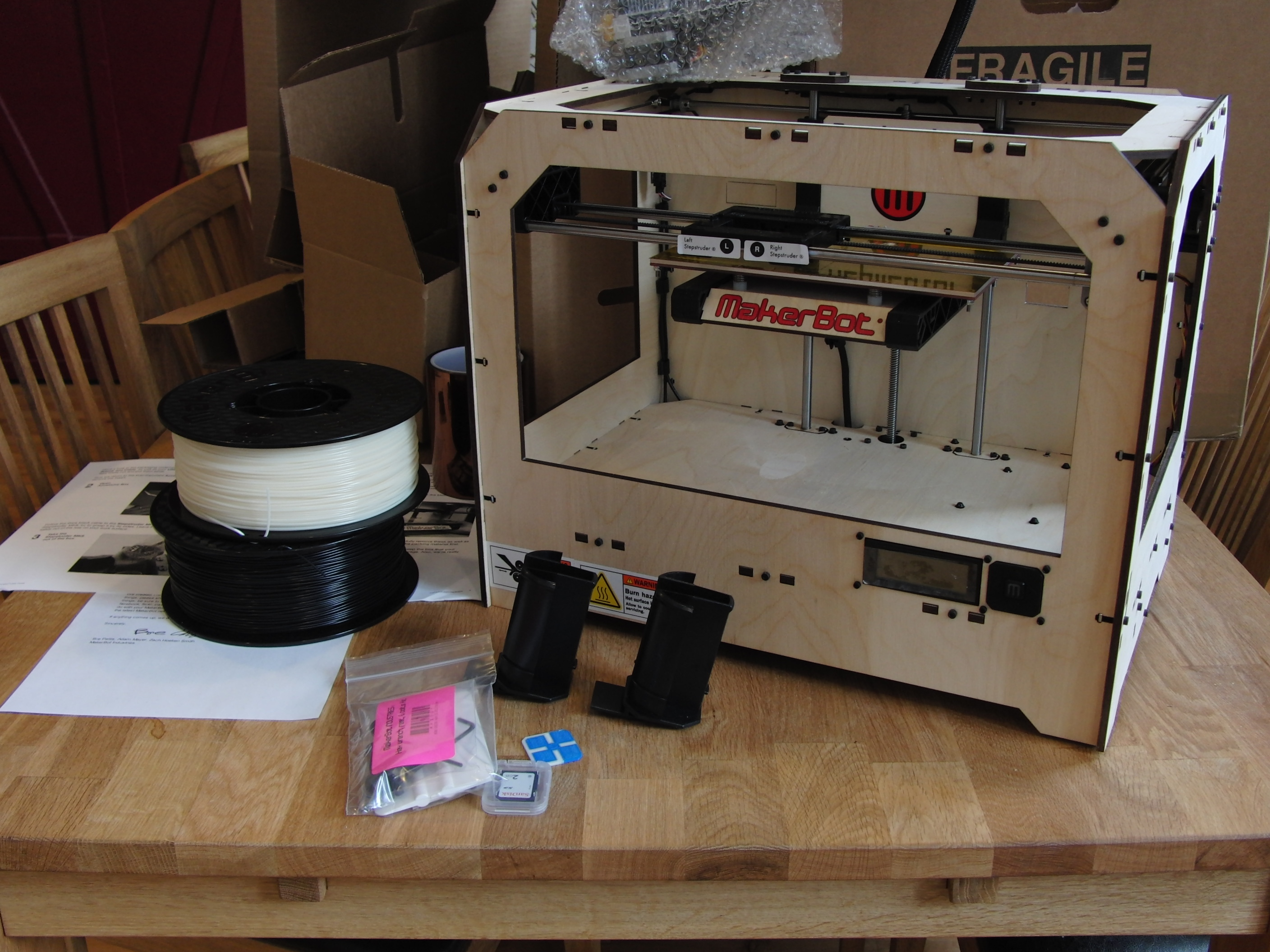
MakerBot Replicator

En janvier 2012 Makerbot lance le Makerbot Replicator. L’équipe d’ingénieurs menée par Charles Pax a créé une imprimante 3D capable d’imprimer un objet en relief aux dimensions suivantes : 225 × 145 × 150 mm. Les autres caractéristiques de ce produit sont : une double extrudeuse "MK8", permettant l’impression bi-color, ainsi qu’une amélioration de la partie électronique par apport au modèles précédent, avec un écran LCD et un clavier de contrôle pour l'interaction directe de l'utilisateur sans avoir besoin d'un PC. Le Replicator est uniquement vendu pré-monté, et Makerbot Industries n'a pas l'intention de publier une version non montée. La Replicator est la dernière imprimante 3D open source de la marque.

### Replicator 2

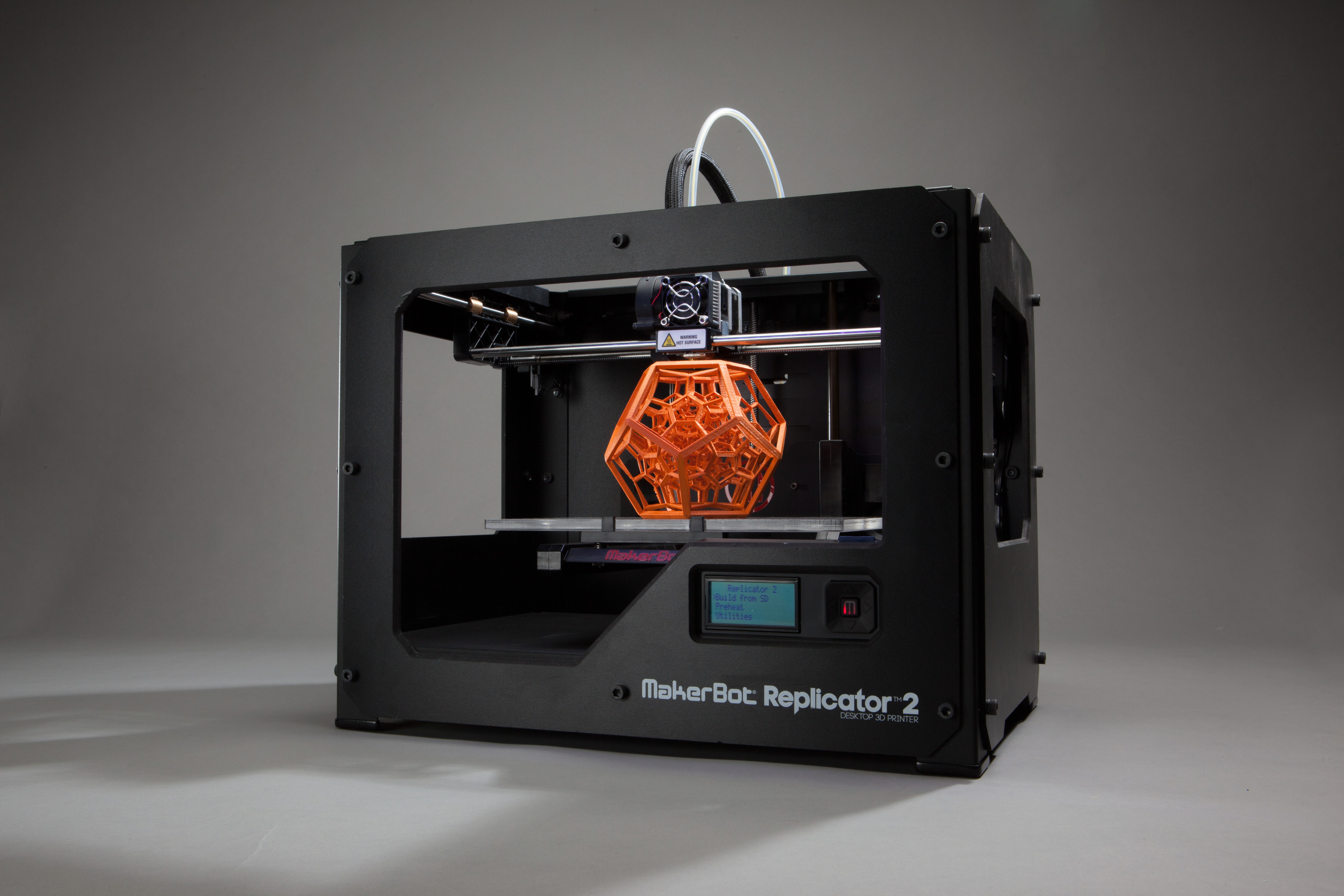
MakerBot Replicator 2 Desktop 3D Printer

En septembre 2012, Makerbot lance le Makerbot Replicator 2. Cette nouvelle version augmente les dimensions de l’objet imprimable par apport au Replicator, avec une imprimante 3D capable d'imprimer un objet en relief aux dimensions suivantes : 285 × 153 × 155 mm et avec une précision de 100 microns. L'option double extrudeuse a été abandonné, mais l'électronique amélioré, l’écran LCD et le gamepad quant à eux restent similaire au Replicator original. Le micrologiciel, le logiciel de bureau et les formats de fichiers ont également été modifiées dans cette version pour accepter la nouvelle précision et la taille plus importante des objets. Contrairement aux modèles précédents, la Replicator 2 peut imprimer du plastique PLA, et n'inclut pas la plaque chauffante, extrudeuse, ou les réglages à haute température nécessaire pour le plastique ABS. Le réplicateur 2 est lui aussi uniquement vendu pré-monté.

### Replicator 2X
Parallèlement au Replicator 2, en septembre 2012 MakerBot avait également présenté  le Makerbot Replicator 2X. Le modèle 2X est conçu comme version expérimentale du 2 qui comprend, en plus des caractéristiques de la Replicator 2, un cadre entièrement fermé, une double extrudeuse, la possibilité d'imprimer avec du plastique ABS grâce à une plateforme d’impression en aluminium chauffé.